# 郡山八幡神社 (伊佐市)
郡山八幡神社（こおりやまはちまんじんじゃ）は鹿児島県伊佐市にある神社。正式名称は八幡神社。旧社格は郷社。本殿が国の重要文化財。

## 祭神
神功皇后を祀る。

## 歴史
1194年（建久5年）に菱刈氏の氏祖である菱刈重妙が神託により宇佐八幡宮より勧請した神社と伝えられる。
2021年（令和3年）9月、台風により鳥居が損壊。2022年（令和4年）11月には社務所が全焼。再建費用については火災保険金だけでは不足したことから、クラウドファンディングを通じて約600万円を調達。自己資本や他の寄付金を合わせた約2200万円の資金で社務所の再建が行われ、2023年（令和5年）10月29日に落成式が執り行われた。

## 社殿
重要文化財の本殿は桁行3間梁間3間の入母屋造平入杮葺。解体修理の際、葺板の裏に「永正4年（1507年）再興」という墨書が発見され、それ以前に建てられたものと思われる。建築様式には琉球文化の影響も見られる。昭和24年（1949年）5月30日に国の重要文化財の指定を受けた。
また、解体修理時に発見された木片の墨書により永禄2年（1559年）8月頃に修理が行われたことが判明しているが、この木片は「焼酎」に言及した日本最古の資料としても知られる。

## 日本最古の「焼酎」に関する資料

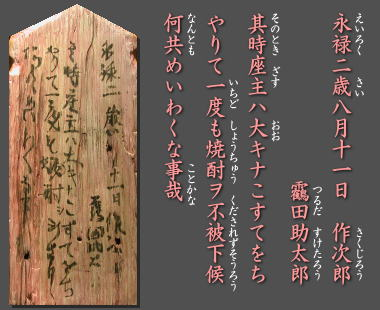
郡山八幡神社の焼酎落書き

昭和29年（1954年）、本殿解体修理時に、頭貫（かしらぬき）（柱頭部を横につなぐ水平材）に打ち付けられていた木片が発見された。その木片に書かれていた墨書に「焼酎」という文字があり、日本における「焼酎」の語の最古の使用例とされている。その内容は「其時座主ハ大キナこすてをちやりて一度も焼酎ヲ不被下候（くだされずそうろう）　何ともめいわくな事哉（ことかな）」（工事の時、施主が大変けちだったので一度も焼酎を振る舞ってくれなかった、とてもがっかりした）というものである。

## 文化財

### 重要文化財
- 本殿　附:宮殿（厨子） - 室町時代後期（1559年）の建立。桁行三間、梁間三間、一重、入母屋造、向拝一間、こけら葺。昭和24年（1949年）05月30日指定。